# وکسویل (مونتانا)
وکسویل (به انگلیسی: Weeksville) شهری در ایالت مونتانا کشور ایالات متحده آمریکا است که جمعیت آن در سرشماری سال ۲۰۱۰ میلادی، ۸۳ نفر بوده‌است.